# Diacyclops insularis
Diacyclops insularis is een eenoogkreeftjessoort uit de familie van de Cyclopidae. De wetenschappelijke naam van de soort is voor het eerst geldig gepubliceerd in 1982 door Monchenko.